# Dračić
Dračić (Servisch cyrillisch Драчић) is een plaats in de Servische gemeente Valjevo. De plaats telt 264 inwoners (2002).

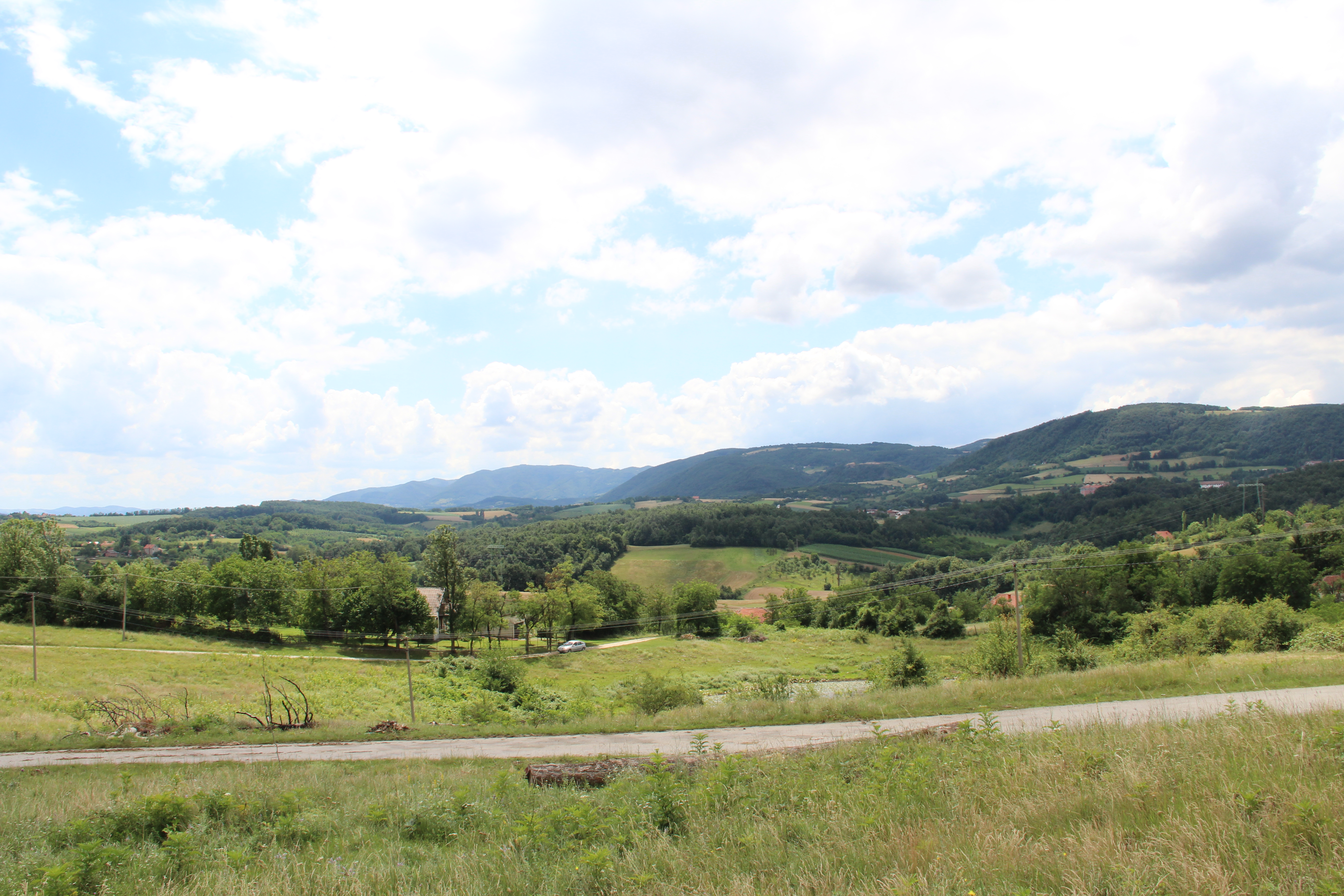
Dračić - panorama
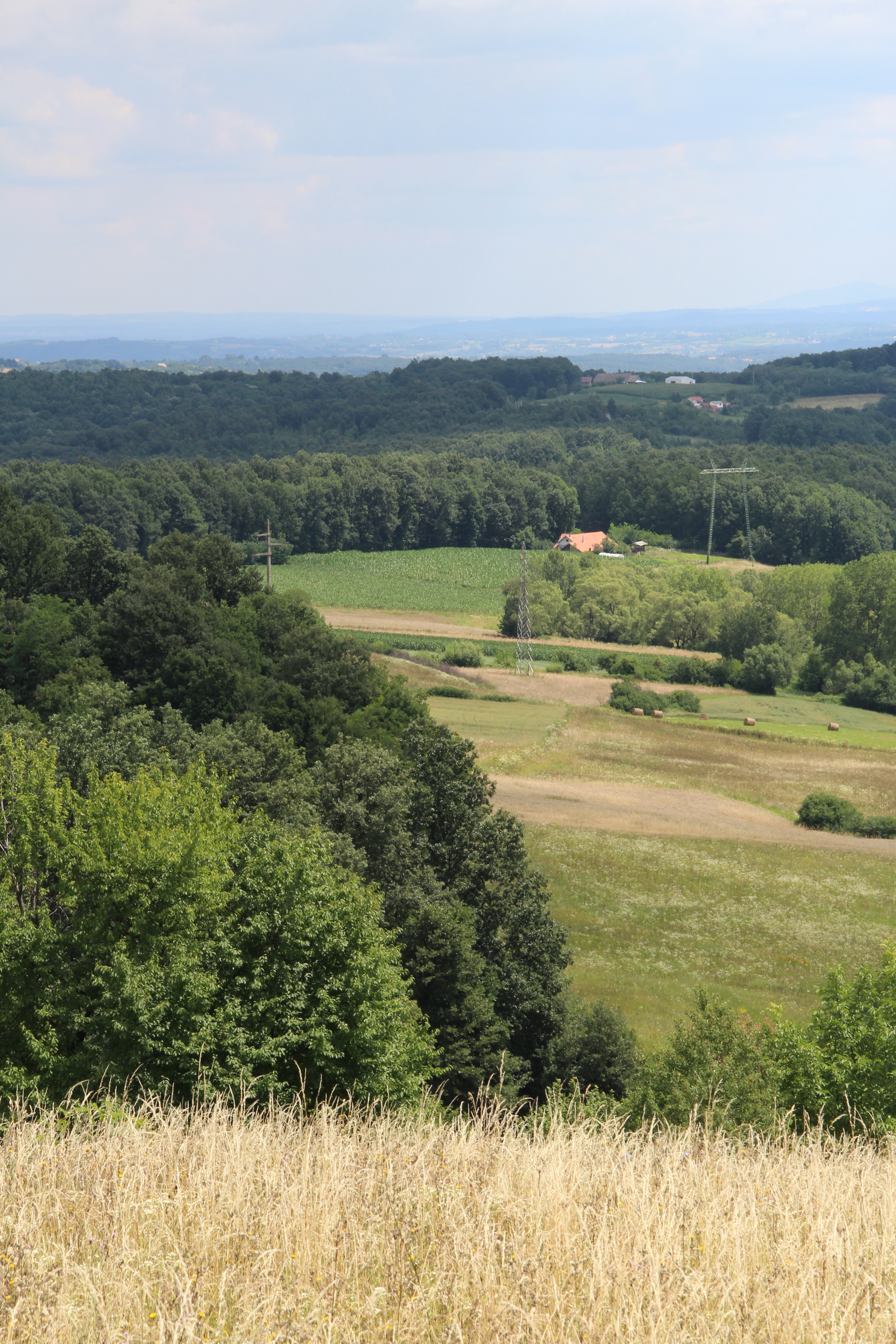
Dračić - panorama
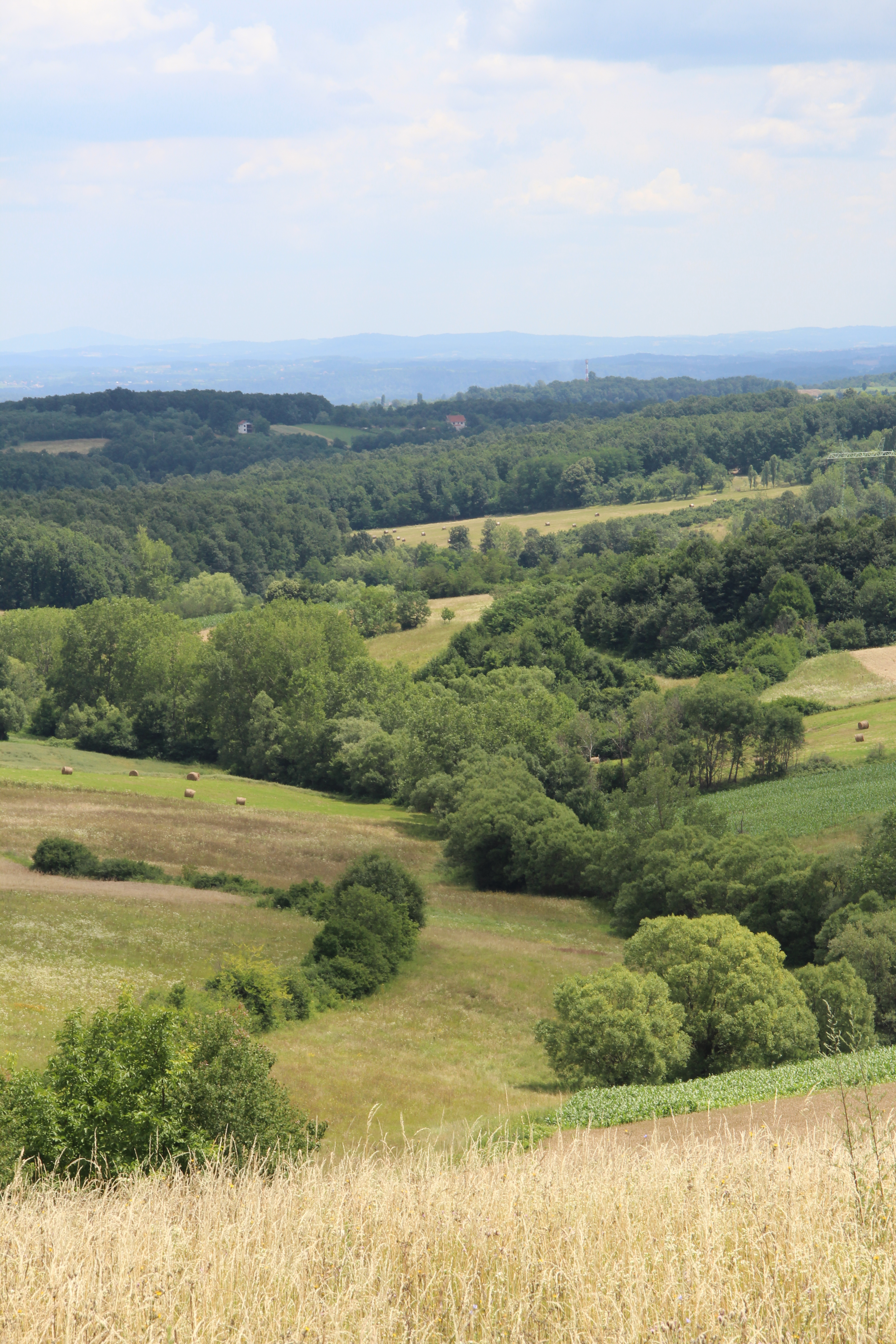
Dračić - panorama
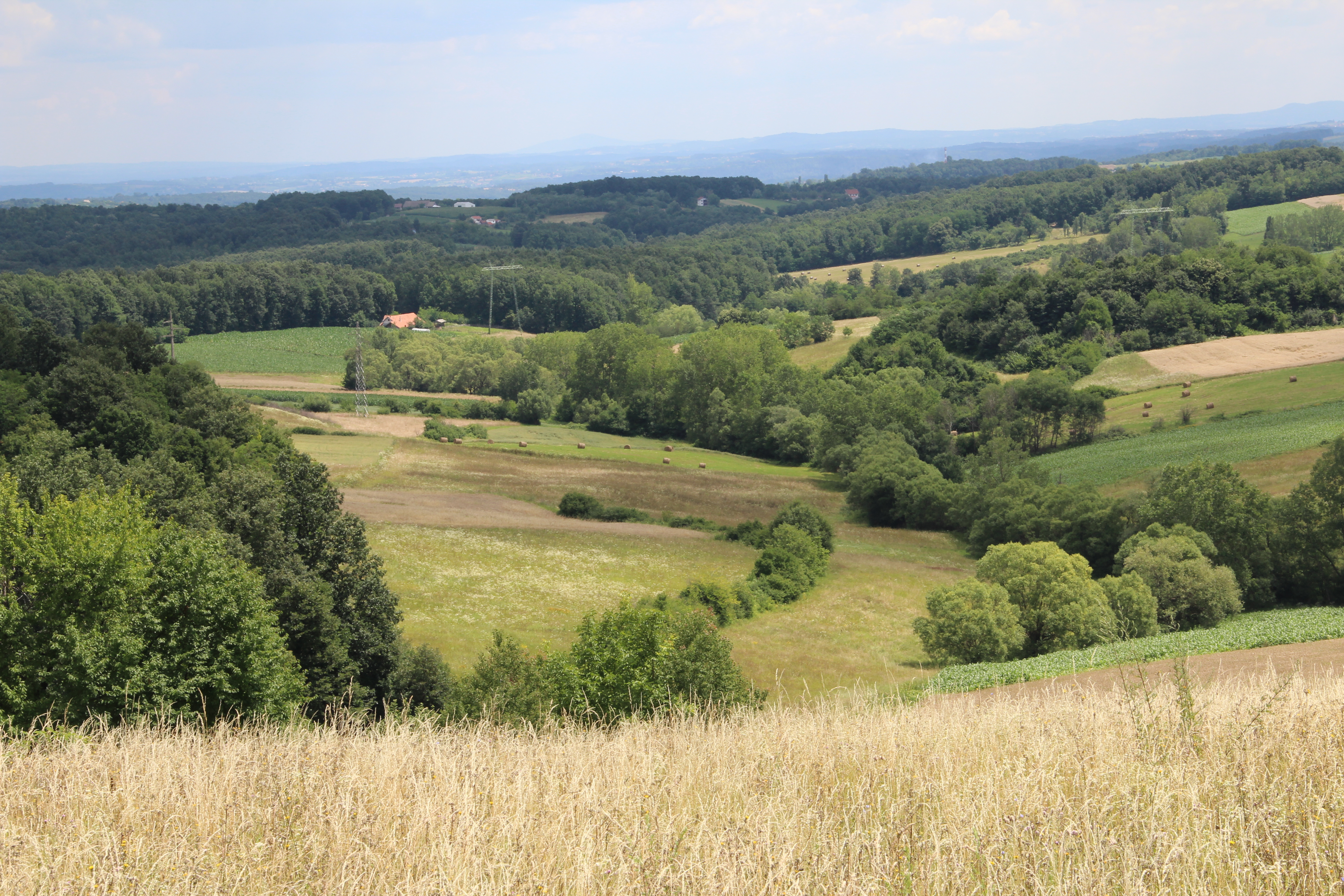
Dračić - panorama
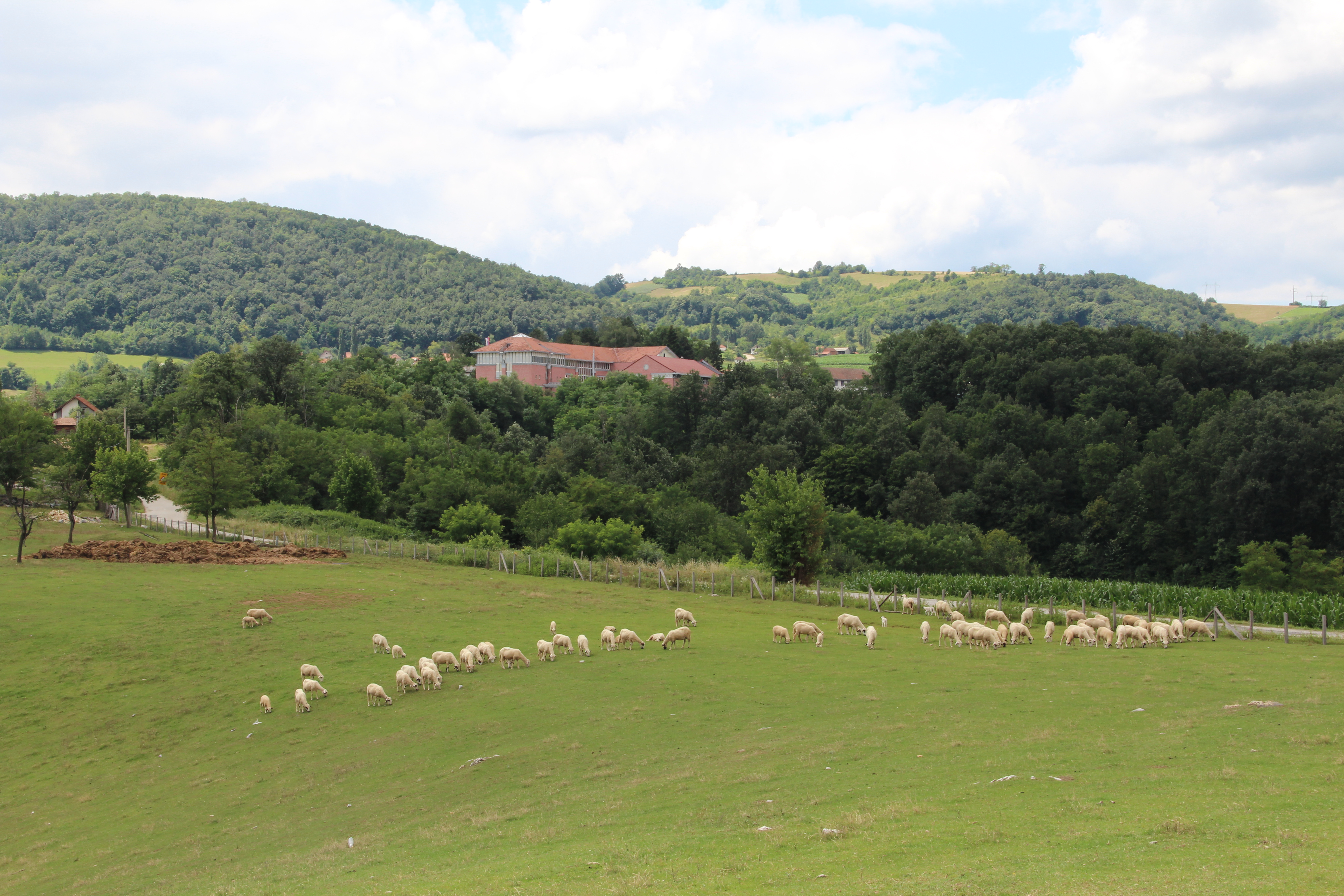
Dračić - panorama
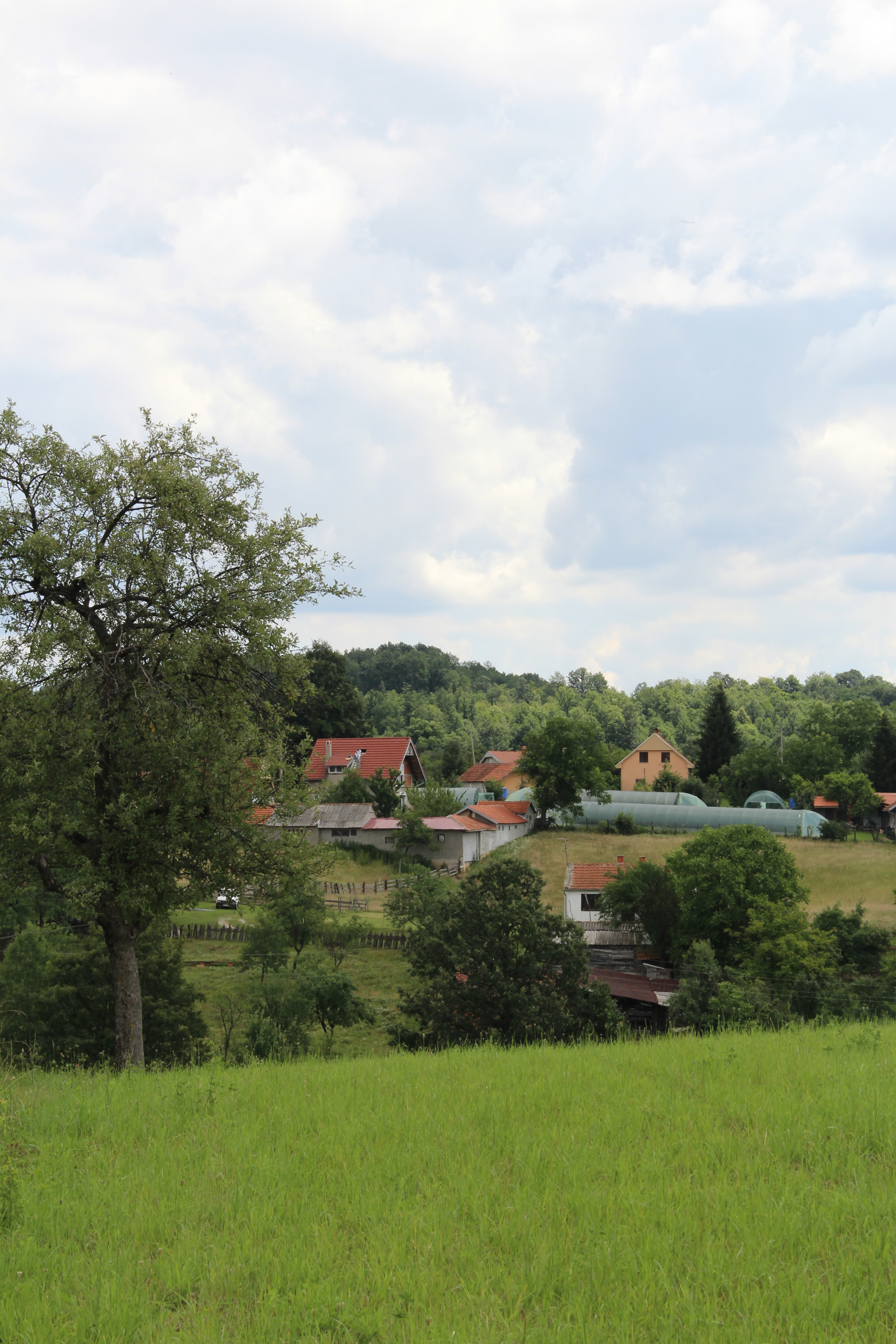
Dračić - panorama
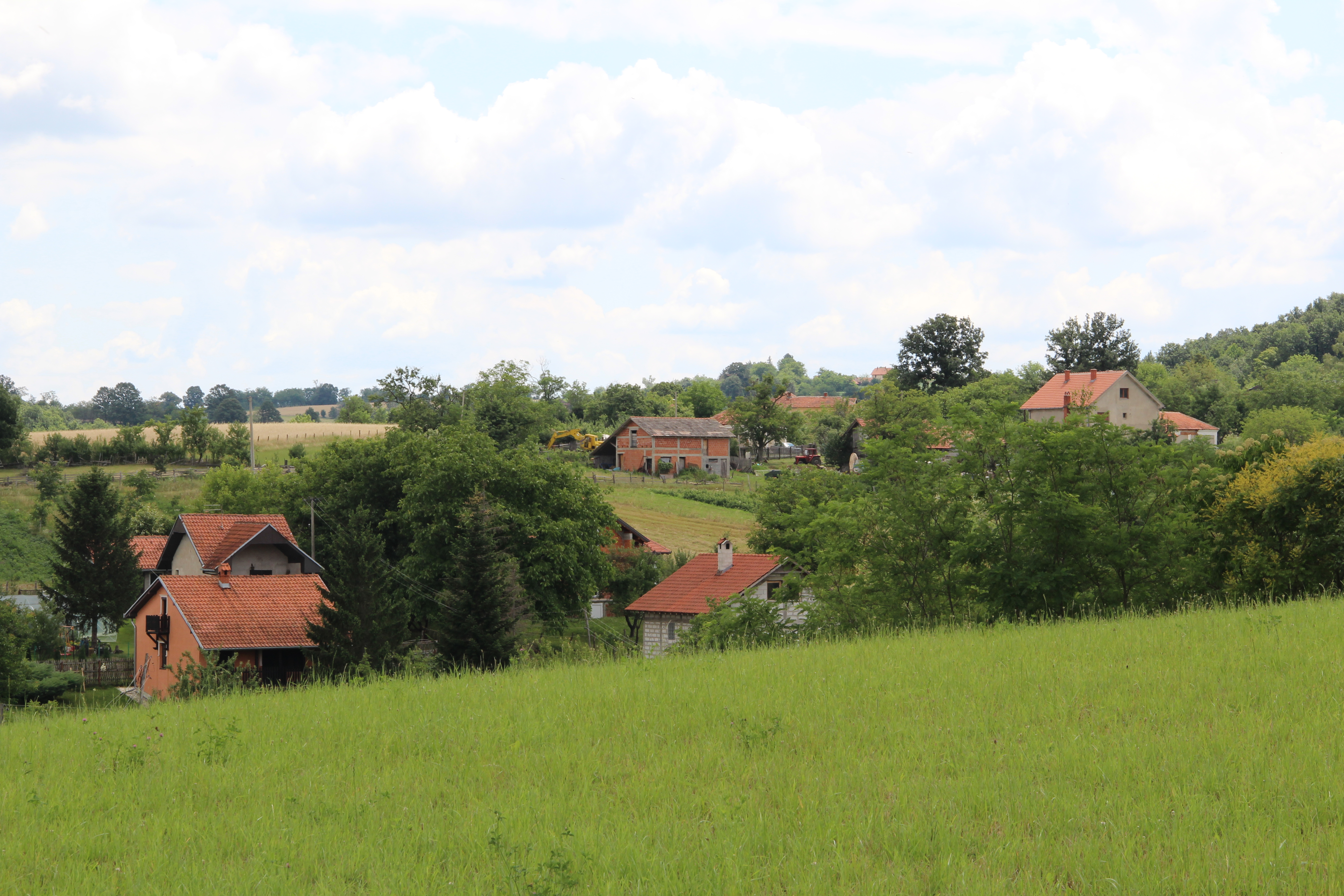
Dračić - panorama